# Sigismond de Brandebourg
Sigismond de Brandebourg (en allemand : Sigismund von Brandenburgi), né à Berlin le 11 décembre 1538 et mort le 13 septembre 1566 au château de Moritzburg (de) à Halle, est un prince de la maison de Hohenzollern, fils de l'électeur Joachim II Hector de Brandebourg et de Hedwige Jagellon. Il fut archevêque élu de Magdebourg et évêque de Halberstadt de 1552 à 1566.

## Biographie
Sigismond est un fils cadet de Joachim II Hector (1505-1571), prince-électeur de Brandebourg, et de sa seconde épouse Hedwige Jagellon (1513-1573), fille du roi Sigismond Ier de Pologne. Il reçoit le nom de son grand-père maternel.
Sigismond est désigné en 26 octobre 1552 comme successeur de son demi-frère ainé  Frédéric dans la principauté archiépiscopale de Magdebourg et l'évêché de Halberstadt. En raison de son jeune âge de 13 ans à cette époque, il ne peut être élu. Jusqu'à sa confirmation effective, c'est le comte Jean Georges von Mansfeld qui gouverne jusqu'en 1557 l'archidiocèse et le diocèse avec le chapitre de chanoines. Toutefois dès le 21 janvier 1554 le pape Jules III accepte le jeune futur archevêque contre un versement d'une somme importante à Halle et en 1556 il le confirme comme évêque de Halberstadt et l'année suivante comme archevêque de Magdebourg. Partisan déclaré de la Réforme protestante, Sigismond n'est en fait que l'administrateur de Magdebourg et de Halberstadt mais il demeure célibataire
Dans les années 1552-1553, Sigismond fait édifier à Halberstadt une nouvelle résidence « Petershof ». En 1555 il  publie une proclamation pour son archevêché, qui sera acceptée trois ans plus tard par l'empereur Ferdinand Ier du Saint-Empire le privilegium de non appellando 
Le 8 mai 1556, il renonce officiellement à ses fonctions religieuses dans les deux sièges où il sera remplacé par des administrateurs luthériens, mais il meurt dès le 13 septembre suivant. Il est le dernier archevêque de Magdebourg à avoir été reconnu par la Papauté et dès 1567 l'ensemble du chapitre de chanoines de la cathédrale adhère à la foi protestante . Sa mort prématurée à l'âge de 27 ans l'a empêché d'être éventuellement un candidat sérieux au trône polonais et de terminer l'introduction de la Réforme dans son archevêché.

## Sources
- (en) catholic-hierarchy.org: Father Sigismund von Brandenburg